# Preczów
Preczów – wieś (sołectwo) w Polsce położona w województwie śląskim, w powiecie będzińskim, w gminie Psary.
W latach 1975–1998 miejscowość administracyjnie należała do województwa katowickiego.

## Nazwa
Historyczne zapisy nazwy wsi: Przeczów, Pręczów, Preczów. Jest to nazwa dzierżawcza od nazwy osobowej Przecz.

## Historia
Pierwsza udokumentowana wzmianka o Preczowie pochodzi z 1665 roku jako o własności szlacheckiej, która płaciła dziesięcinę z ról folwarcznych plebanowi będzińskiemu. Pierwszym znanym dziedzicem jest Wojciech Kicki, znany z zapisu notarialnego z 1727 r. na rzecz szpitala w Siewierzu. W 1761 r. wszystkie działy wsi skupił w jednym ręku Wojciech Ciosnowski (Czosnowski). W 1788 r. w wiosce było 14 domów, w połowie XIX w. liczyła 138 mieszkańców. Po odejściu Ciosnowskich w 1849 r. zniszczał dwór preczowski, który wraz z folwarkiem stał nad wielkim stawem, położonym przy drodze do Malinowic. Po utworzeniu powiatu będzińskiego w 1867 r. wieś przydzielono do gminy Gzichów. W okresie międzywojennym Preczów należał do gminy Łagisza, w latach 1949–1954 do gromady Sarnów, a od 1 stycznia 1973 r. należy do gminy Psary.

## Parafia
Wieś należała do parafii w Będzinie, potem w Łagiszy. W 1988 r. w Preczowie erygowano własną parafię z kościołem bł. Michała Kozala (kościół konsekrowano w 1992). W strukturze kościoła rzymskokatolickiego parafia należy do metropolii częstochowskiej, diecezji sosnowieckiej, dekanatu będzińskiego – św. Jana Pawła II.